# Angelika Werthmann
Angelika Werthmann (* 7. November 1963 in Schwarzach im Pongau; † 17. Oktober 2019) war eine österreichische Politikerin und von 2009 bis 2014 Mitglied des Europäischen Parlaments.

## Ausbildung und Beruf
Werthmann studierte Philologie an der Paris-Lodron-Universität Salzburg und führt in diesem Fach den Titel Magister.
Ab 1989 war sie zunächst als Pädagogin im Schulwesen, später als Übersetzerin und Dolmetscherin in den Bereichen Wirtschaft, Medizin und Tourismus tätig. 

## Politik
Bei der Europawahl in Österreich 2009 kandidierte sie an dritter Stelle der Liste Dr. Martin und gehört wie die anderen Abgeordneten dieser Liste keiner Fraktion im Europäischen Parlament an. 
Laut Pressemeldungen soll Werthmann von anderen Mitgliedern der Liste Martin eine Verzichtserklärung vorgelegt worden sein, nach der sie für die erste Hälfte der Legislaturperiode auf ihr Mandat verzichten sollte. Werthmann soll die Unterzeichnung der Verzichtserklärung verweigert haben.
Im Juli 2010 trat sie nach Konflikten mit Hans Peter Martin, dem sie mangelnde Transparenz in Sachen Parteifinanzen vorwarf, aus der Delegation der Liste Dr. Martin aus.
Im Mai 2012 wurde Werthmann von fünf ehemaligen Mitarbeiterinnen des Mobbings am Arbeitsplatz beschuldigt. Gegen Mobbing hatte sie ein Jahr zuvor gemeinsam mit Evelyn Regner (SPÖ) und Ulrike Lunacek (Grüne) noch eine schriftliche Erklärung initiiert.
Am 5. Juli 2012 trat Werthmann der Liberalen Fraktion des Europäischen Parlamentes bei. Das Liberale Forum Österreich plante, bei der Europawahl 2014 mit Werthmann als Spitzenkandidatin anzutreten. Am 27. März 2014 wurde bekannt, dass Werthmann bei der EU-Wahl 2014 für das BZÖ kandidieren werde. Daraufhin wurde sie von der Liberalen Fraktion, die eine Zusammenarbeit mit dem BZÖ ablehnt, ausgeschlossen. Mit 0,5 % verfehlte sie klar einen erneuten Einzug ins Europäische Parlament.
Arbeiten im Parlament
Im Europäischen Parlament war sie Mitglied im Petitionsausschuss, im Haushaltsausschuss und in der Delegation für die Beziehungen zu den Ländern Südasiens. Darüber hinaus war sie stellvertretendes Mitglied im Ausschuss für die Rechte der Frau und die Gleichstellung der Geschlechter. Seit Herbst 2009 gehörte Werthmann der High-level contact group for Relations with the Turkish Cypriot Community in the Northern Part of the Island (CYTR) an.